# オーバーン・シティ
オーバーン・シティ（Auburn City）は、オーストラリアにかつてあったニューサウスウェールズ州の地方公共団体である。シティ・オブ・パラマッタの一部、シティ・オブ・ホルロイドと2016年5月12日、合併し、カンバーランド・カウンシルとなった。

## 概要
オーバーン・シティを構成するサバーブで、市域の中心部に当たるオーバーンには、イスタンブールのモスクを模した形のモスクであるオーバーン・ガリポリ・モスクがある。また、ホームブッシュベイには2000年のシドニーオリンピックのメイン会場となり、現在は公園として整備されているシドニー・オリンピック公園がある。

## 構成サバーブ
オーバーン・シティは、以下のサバーブで構成されている
- オーバーン（Auburn）
- ベララ（Berala）
- リドコンベ（Lidcombe）
- ニューイングトン（Newington）
- リージェンツ・パーク（Regents Park）
- ルークウッド（Rookwood）
- シルヴァーウォーター（Silverwater）
- ウェントワース・ポイント（Wentworth Point）

- ホームブッシュ・ベイ（Homebush Bay）もかつては、オーバーン・シティを構成するサバーブであったが、現在は、シドニー・オリンピック・バーク、ウェントワース・ポイント、リドコンベの3つのサバーブに分割されている。

## 人口動態
オーバーン・シティは、シドニーの中でも、出身民族が多様に満ちている自治体である。2011年の国勢調査では、中華系20.1%、オーストラリア人7.5%、イングランド系7.0%、レバノン系6.3%、トルコ系5.9%であった。どの宗教を信仰するかという問いに対しては、イスラームが25.5%と最多であり、カトリック(18.3%)、無宗教(14.5%)、仏教(9.1%)、ヒンドゥー(5.1%)と続いた。

## 議会
オーバーン・シティの議会は2つの選挙区から10人の議員が選出される 。任期は4年で、市長は、議会選挙後最初の議会で議員の中から選出される。最新の議会選挙は2012年9月8日に実施され、オーストラリア自由党3議席、無所属、オーストラリア労働党、市民団体のResidents Action Group for Auburn Areaがそれぞれ2議席、オーストラリア共産党1議席となった。市長は、オーストラリア自由党のNed Attie。